# 物质绿色创造与制造海河实验室
39°06′26″N 117°08′43″E / 39.10728°N 117.14538°E
物质绿色创造与制造海河实验室，简称物创海河实验室，位于天津市南开区科研西路6号，2021年11月29日正式揭牌成立，依托南开大学和天津大学等设立的事业单位。实验室主任由中国科学院院士程津培担任，首席科学家分别由周其林、谢在库、陈军、徐春明和元英进五位中国科学院院士担任，实验室包括新碳基物质催化合成、功能物质生物合成、高端化学品与膜材料绿色制造、高性能新能源材料、碳基资源绿色转化与利用5个主要研究方向。

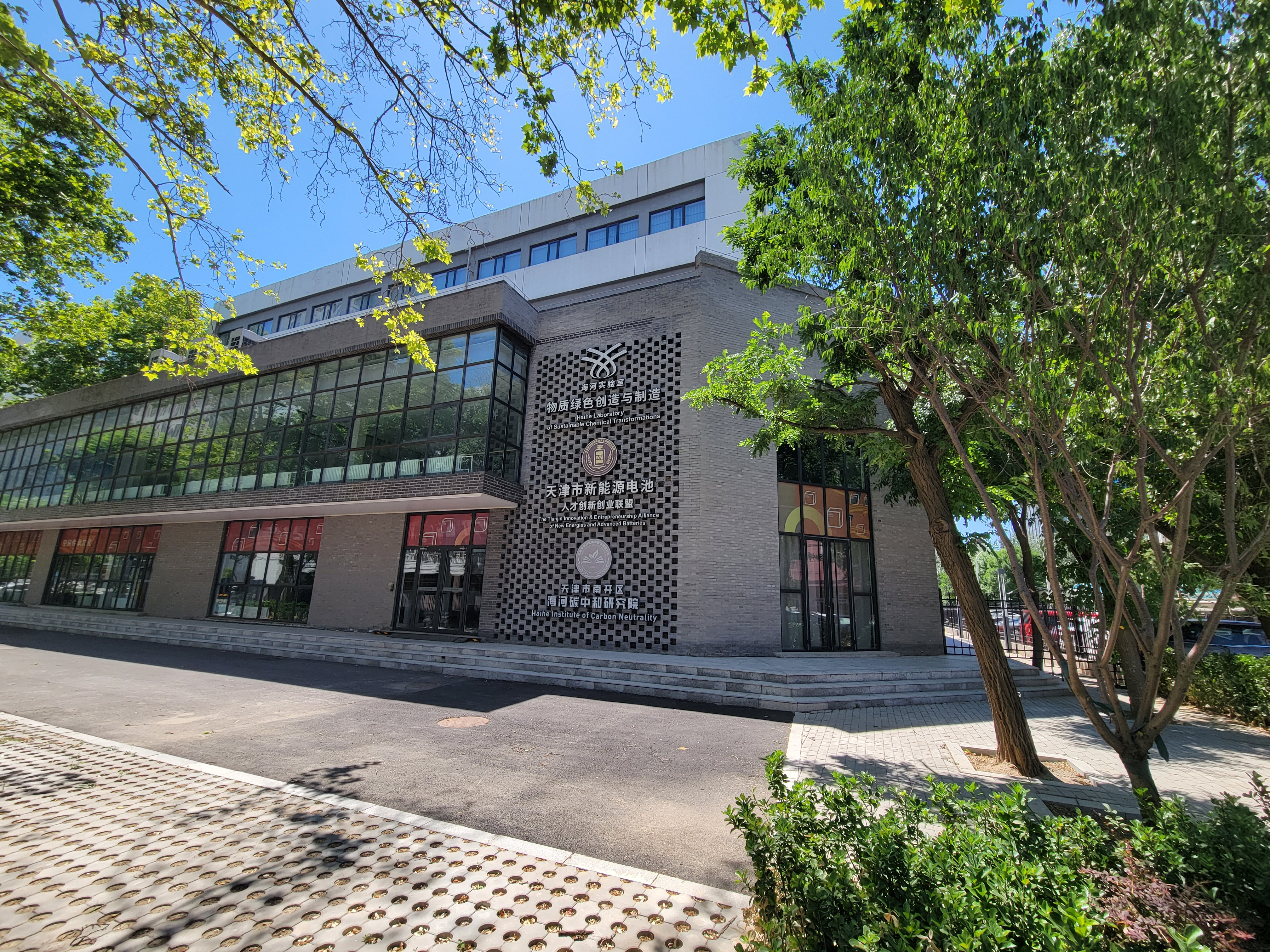
位于天开高教科创园的物质绿色创造与制造海河实验室